# Olea chimanimani
Olea chimanimani е вид растение от семейство Маслинови (Oleaceae). Видът е световно застрашен, със статут Уязвим.

## Разпространение
Разпространен е в Мозамбик и Зимбабве.